# Ignacy Krzymuski
Ignacy Krzymuski – inspektor Policji Państwowej.
Podczas I wojny światowej sprawował stanowisko nadkomisarza Milicji Miejskiej miasta stołecznego Warszawa.
Po odzyskaniu przez Polskę niepodległości w II RP wstąpił do Policji Państwowej. W stopniu inspektora od 15 lipca 1920 do 1 kwietnia 1923 pełnił funkcję naczelnika Wydziału I Ogólnego (do 1920 Wydziału Administracyjnego) Komendy Głównej PP (jego poprzednikiem był podinsp. Franciszek Kaufman, a następcą insp. Ignacy Koral). W 1926 był inspektorem do szczególnych zleceń przy KGPP.
2 maja 1923 został odznaczony Krzyżem Kawalerskim Orderu Odrodzenia Polski „za zasługi, położone dla Rzeczypospolitej Polskiej na polu bezpieczeństwa publicznego”.